# Štehvanje
Štehvanje (nemško: Kufenstechen) je stara ljudska fantovska igra, ki se je ohranila na južnem avstrijskem Koroškem, v Ziljski dolini, vse do danes. Štehvanje vsako leto poteka tudi v Savljah (Ljubljana), leta 2022 je potekalo že 68. zapovrstjo.

## Igra
Igra poteka tako, da se v tla zabije lesen drog, na katerega se povezne lesen sodček obit z leskovimi obroči. Fantje nato jezdijo mimo v ziljski narodni noši na noriških kobilah in zbijajo sodček s posebnimi kovinskimi kiji. Nato med ježo lovijo te obroče, na koncu pa trikrat jezdijo za nagradni venec.  
Po končani igri sledi še ples, ko fantje peljejo dekleta, oblečene v barvite in dragocene Ziljske noše, na rej pod lipo. Ples spremljajo pesmi v slovenskem in nemškem jeziku. 
Štehvanje v Savljah poteka nekoliko drugače kot ziljsko štehvanje. Ima tekmovalni značaj. Fantje ob razbijanju soda zbirajo točke. Zmagovalec je tisti, ki zbere največ točk.  